# Joannes Josephus van Mulken
Joannes Josephus van Mulken (Kampen, 29 juni 1796 – 's-Gravenhage, 21 oktober 1879) was een Nederlands militair en staatsman en Thorbeckiaans Tweede Kamerlid.

## Biografie
De vader van Joannes Josephus van Mulken, Fransiscus huwt de eerste maal te Kampen op 24-12-1742 met Anna Gooij. Franciscus van Mulken is afkomstig van Meers (Stein, Limburg) en na de verkoop van zijn landerijen verhuisd hij na 1774 naar Kampen. Joannes Josephus stamt uit het tweede huwelijk van Fransiscus op 12-12-1784 met Anna Klinks. Ze krijgen 6 kinderen onder wie Joannes Josephus op 29 juni 1796. Joannes Josephus van Mulken huwt op 17 april 1833 in Maastricht met Maria Christina Sophia Piels op 17 april 1833 (een nicht van de latere burgemeester van Maastricht Wilhelmus Hubertus Pijls). Het paar krijgt 8 kinderen, 4 jongens en 4 meisjes.

### Militair
Van Mulken was een katholieke militair en officier. Hij meldde zich in november 1813 als 'volontair' bij de infanterie van het zojuist opgerichte Nederlandse leger, dat samen met de Engelse, Duitse en Russische geallieerden de Fransen uit Nederland verdreef. Bij de belegering van de door de Fransen bezette vesting Naarden, die tot mei 1814 voortduurde, raakte hij bij een uitval van de verdedigers gewond. De blessure stond een snelle carrière in het Nederlandse leger, dat schreeuwde om bekwame krachten, niet in de weg. In april 1814 werd hij sergeant-majoor, om een jaar later, na Napoleons terugkeer van Elba, in april 1815 te worden bevorderd tot tweede luitenant. Hij vocht mee in de slag bij Waterloo en in de daaropvolgende veldtocht in Noord Frankrijk. Tijdens de Belgische opstand in 1830 diende Van Mulken als eerste luitenant bij het mobiele leger in de vesting Maastricht. In september 1831 werd hij bij legerorder eervol vermeld wegens zijn moedig gedrag, waarna in november zijn bevordering tot kapitein volgde. In 1834 werd hij tot Ridder in de Militaire Willems-Orde benoemd.
In 1850 volgde zijn benoeming tot lid van het Comité van Defensie, ingesteld om de minister van oorlog inzake defensie aangelegenheden te adviseren. In hetzelfde jaar werd hij benoemd tot luitenant-kolonel en commandant van het instructie-bataillon in zijn geboorteplaats Kampen. Hier richtte hij de kweekschool voor onderofficieren op.
In 1853 werd J.J. van Mulken in de rang van kolonel overgeplaatst naar het 6e regiment infanterie te Nijmegen, terwijl hij in 1856 in de rang van generaal-majoor provinciaal commandant van Friesland, Groningen en Drenthe werd. In 1860 volgde zijn overplaatsing naar Haarlem, waar hij tot bevelhebber van de 4e Militaire afdeling werd aangesteld.

### Politiek
In 1862 werd hij eervol ontheven van die laatste betrekking en op non-activiteit gesteld vanwege zijn verkiezing tot lid van de Tweede Kamer der Staten Generaal. Bij Koninklijk Besluit van 24 april 1865 - op de dag na een halve eeuw na zijn benoeming tot 2e luitenant - volgde zijn bevordering tot luitenant-generaal en op 5 augustus 1866 ten slotte werd hij op eigen verzoek gepensioneerd. Op die dag werd hij benoemd tot lid van de Raad van State. Na zijn korte periode als minister is hij lid van de Raad van Staate gebleven tot zijn dood op 21 oktober 1879.
Hij werd op zijn 65ste liberaal Kamerlid. Vanuit de Raad van State werd hij in het kabinet-Van Bosse-Fock minister van Oorlog. Van Mulken werd gerespecteerd als officier, maar als minister sterk bekritiseerd vanwege het slechte verloop van de mobilisatie naar aanleiding van de Frans-Pruisische Oorlog in 1870. Na zijn ministerschap werd hij wederom staatsraad.
Van Mulken was ook een verdienstelijk landschapsschilder. Thorbecke noemde hem 'de kunstlievende generaal'.

## Tweede Kamer
| Periode                                             |
| --------------------------------------------------- |
| 15-09-1862 t/m 02-05-1865 15-05-1865 t/m 10-08-1866 |